# Имашев, Берик Мажитович
Берик Мажитович Имашев (каз. Берік Мәжитұлы Имашев; 07.06.1960, Алма-Ата, Казахская ССР) — казахстанский государственный и политический деятель. Председатель Центральной избирательной комиссии Республики Казахстан (13 сентября 2016 — 25 января 2022), кандидат юридических наук.
Бывший член Комиссии при Президенте РК по вопросам борьбы с коррупцией, Совета по правовой политике при Президенте РК, постоянной комиссии по вопросам обороны и безопасности Парламентской ассамблеи ОДКБ, президент Федерации современного пятиборья Республики Казахстан.

## Биография
Родился 7 июня 1960 года в Алма-Ате.
В 1982 году окончил Московский государственный университет им. М. В. Ломоносова по специальности юрист.
Трудовую деятельность начал в 1982 году стажёром, а затем следователем прокуратуры Фрунзенского района, затем был назначен прокурором отдела по исполнению законов на транспорте, следователем по особо важным делам при Прокуроре Казахской ССР, прокурором Московского района города Алма-Аты.
С 1992 по 1993 год начальник организационно-аналитического управления Генеральной прокуратуры Республики Казахстан.
С 1993 по 1994 годы — первый заместитель прокурора города Алматы.
С 1994 по 1995 годы — заместитель председателя правления АБ «Казкоммерцбанк».
С октября 1995 года назначен директором Агентства по реорганизации предприятий - заместителем председателя Госкомимущества Республики Казахстан.
С сентября 1996 года назначен начальником управления налоговой полиции - заместитель председателя Государственного налогового комитета Республики Казахстан.
В 1997 году становится директором юридической фирмы «Имашев и партнеры».
С апреля 1998 года — председатель Агентства Республики Казахстан по поддержке малого бизнеса.
С мая 1998 года назначается помощником Президента Республики Казахстан по вопросам развития малого бизнеса.
С декабря 2000 года — председатель Агентства РК по регулированию естественных монополий, защите конкуренции и поддержке малого бизнеса.
С сентября 2002 года — Президент ЗАО «Нефтеконсалтинг».
С июня 2003 года — заместитель секретаря Совета безопасности Республики Казахстан.
С мая 2005 года — председатель Правления АО «Фонд развития малого предпринимательства».
В 2005 году защитил диссертацию по теме «Криминологические проблемы противоправного банкротства» и получил степень кандидата юридических наук.
С ноября 2005 года возглавляет Совет директоров АО «Фонд развития малого предпринимательства».
18 октября 2005 года назначен заместителем руководителя Администрации Президента Республики Казахстан.
12 января 2007 года назначен секретарём Совета Безопасности Республики Казахстан.
С февраля по август 2008 года — Помощник Президента —- Секретарь Совета Безопасности Республики Казахстан.
20 января 2012 года назначен Министром юстиции Республики Казахстан (переназначен - 04.04.2014 и 30.04.2015).
13 сентября 2016 года указом президента Казахстана назначен председателем Центральной избирательной комиссии Республики Казахстан.
25 января 2022 года освобождён от должности указом президента Казахстана Касым-Жомарта Токаева.

## Семья
Б. Имашев приходится тестем внуку Н. Назарбаева Нурали, сват Рахата Алиева и Дариги Назарбаевой.
- Отец: Мажит Таирович Имашев.
- Жена: Адайбекова Лейла Муханбетовна (Имашева).
- Дочь: Имашева Аида Бериковна (1984 г. р.).

## Награды
- Орден Парасат (2011).
- Орден Курмет (2005).
- Медаль «10 лет Астане».
- Медаль «За вклад в развитие адвокатуры» (06.2014).
- Лауреат премии Международного фонда Ю. Семенова «Детектив и политика» (1990).
- Почётная грамота Сената Парламента Республики Казахстан.
- Лауреат премии Петербургского Международного Юридического Форума (2015)[5].